# Centropages calaninus
Centropages calaninus is een eenoogkreeftjessoort uit de familie van de Centropagidae. De wetenschappelijke naam van de soort is voor het eerst geldig gepubliceerd in 1849 door James Dwight Dana.